# Hasso Reschke
Hasso Reschke (* 21. September 1941) ist ein deutscher Wirtschaftswissenschaftler. Von 1975 bis 2005 war er Professor an der Fachhochschule München.

## Leben
Reschke studierte Betriebswirtschaftslehre an der Ludwig-Maximilians-Universität München und wurde 1972 an der Staatswissenschaftlichen Fakultät mit der Dissertation Besondere Bestimmungsfaktoren der internationalen Standortwahl kaufmännischer Unternehmungen promoviert. Von 1967 bis 1972 arbeitete er als wissenschaftlicher Mitarbeiter in einer Projektgruppe von Dornier und danach, verantwortlich für Verträge, für die Europäische Weltraumorganisation in Noordwijk in den Niederlanden.
1975 wurde er Professor für betriebliches Rechnungswesen und Projektmanagement im Fachbereich Wirtschaftsingenieurwesen an der Fachhochschule München. Er veröffentlichte mehrere Schriften zum Projektmanagement.
Er war Mitbegründer und langjähriges Vorstandsmitglied (heute Ehrenvorsitzender) der Deutschen Gesellschaft für Projektmanagement. Im Jahre 1999 gründete er das PM-Institut (Institut für Prozess- und Projektmanagement).
Seine Tochter Anja (* 1972) ist Journalistin und Moderatorin.

## Auszeichnungen
- 2000: Bundesverdienstkreuz am Bande

## Schriften (Auswahl)
- mit Ernst Unsin: Mathematik im Unternehmen. Lexika-Verlag, Grafenau-Döffingen 1974, ISBN 3-920353-92-7.
- mit Spyros G. Makridakis, Steven C. Wheelwright: Prognosetechniken für Manager (= Gabler-Praxis). Gabler, Wiesbaden 1980, ISBN 3-409-96081-3.
- (Hrsg.): Symposium Projektstrukturierung (= Arbeitstexte der Gesellschaft für Projektmanagement). Verlag TÜV Rheinland, Köln 1989, ISBN 3-88585-679-4.
- mit Heinz Schelle, Reinhard Schnopp (Hrsg.): Handbuch Projektmanagement. 2 Bände, Verlag TÜV Rheinland, Köln 1989, ISBN 3-88585-556-9.
- mit Heinz Schelle (Hrsg.): Dimensions of project management. Fundamentals, techniques, organization, applications. Publication in honour of Roland W. Gutsch. Springer, Berlin u. a. 1990, ISBN 3-540-53157-2.
- Kostenrechnung. Wirtschaftlichkeitskontrolle und Vorbereitung unternehmerischer Entscheidungen. Mit 80 Wiederholungsfragen (= Die Betriebswirtschaft – Studium + Praxis. Bd. 1). 6. durchgesehene Auflage, expert-Verlag, Ehningen bei Böblingen 1991, ISBN 3-8169-0168-9.